# Óscar Pereiro
Óscar Pereiro Sio (Mos, 3 augustus 1977) is een voormalig Spaans voetballer en wielrenner.
Pereiro is vooral bekend als winnaar van de Ronde van Frankrijk in 2006, na de diskwalificatie van de Amerikaan Floyd Landis. Na onder contract te hebben gestaan bij Porta da Ravessa, Phonak en Caisse d'Epargne was hij als laatste actief voor Astana.
In december 2010 werd bekend dat Pereiro afscheid nam als wielrenner en gaat voetballen bij Coruxo FC in de Segunda División B. Hij maakte 19 december 2010 zijn debuut bij de club.

## Loopbaan
Pereiro werd prof in 2000 bij een klein Portugees team, GS Porta da Ravessa. Hij won in 2001 de derde etappe van de GP Regiao Lisboa e Vale do Tejo, maar viel pas op toen hij twee jaar later naar Phonak overging. Hij won een etappe in de Catalaanse Week en werd elfde in de Ronde van Italië, zijn eerste grote ronde. Dat hij als klimmer en tijdrijder goed in etappekoersen kon meekomen bewees hij een jaar later: hij won een etappe in de Ronde van Zwitserland, waarin hij ook nog derde werd in het eindklassement. Bovendien werd hij tweede in de Ronde van Burgos en zeventiende in de Ronde van Spanje. Zijn stijgende lijn zette hij ook in 2004 voort, met een overwinning in de Alpenklassieker en een tiende plaats tijdens zijn debuut in de Ronde van Frankrijk.
Ook in 2005 waren er bloemen voor Pereiro, toen hij de proloog van de Ronde van Romandië won. Hij werd zevende in die ronde, nadat hij eerder al zesde in de Ronde van het Baskenland was geworden. In de Tour van dat jaar leek hij op weg de koninginnenrit te winnen, totdat hij in extremis werd verslagen door George Hincapie, die als ploegmaat van Lance Armstrong de vlucht had beschermd. Twee dagen later mocht Pereiro alsnog juichen toen hij in Pau de snelste van een kopgroep van vier was. In deze Ronde van Frankrijk werd hij daarnaast ook tot meest strijdlustigste renner uitgeroepen.

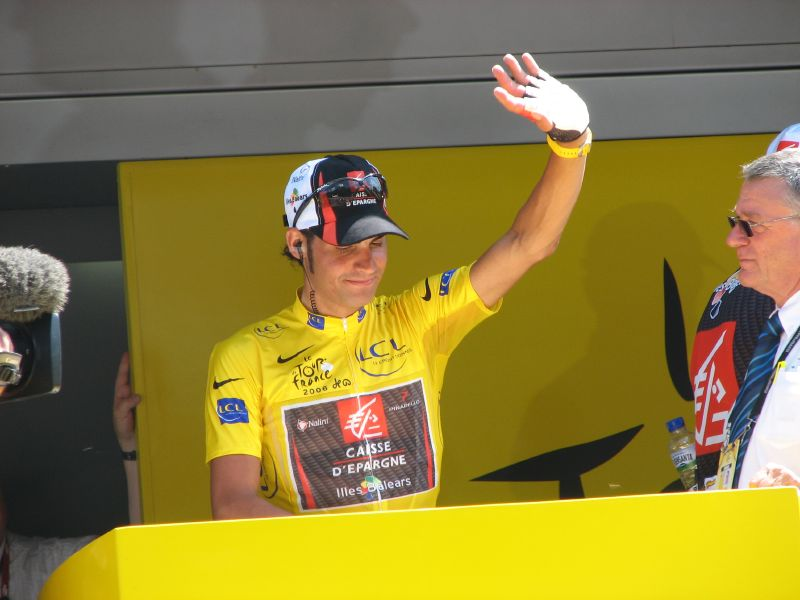
Óscar Pereiro in de gele trui tijdens de Ronde van Frankrijk 2006

In de Ronde van Frankrijk 2006 droeg hij de gele trui en eindigde hij op de tweede plaats in het eindklassement achter Floyd Landis. Na de etappes in de Pyreneeën stond Pereiro nog op bijna een half uur achterstand, een tijd die hij echter meer dan goed maakte in een vlakke etappe naar Montélimar, waarin hij mee zat in een ontsnapping. Hij nam daarbij het geel over van Landis. Vervolgens verloor Pereiro in de Alpen nauwelijks tijd op de andere klassementsrenners en stond hij op de voorlaatste dag, voorafgaand aan de tijdrit, zelfs nog op de eerste plaats. In de week na de Ronde werd duidelijk dat Floyd Landis bij een dopingcontrole positief getest had op het gebruik van synthetisch testosteron, en werd uiteindelijk hiervoor in september 2007 in hoger beroep veroordeeld en als gevolg daarvan voor twee jaar geschorst. Daarop riep de UCI Pereiro uit tot winnaar van de Ronde van Frankrijk van 2006. De Société du Tour de France bevestigde dit kort daarna.
In januari 2007 werd bekend dat Pereiro na de veertiende en zestiende etappe van de Ronde positief bevonden was op het gebruik van salbutamol, een middel tegen astma. Pereiro had hiervoor echter wel een doktersattest en - dus - toestemming van de UCI, maar had verzaakt de Franse antidopingagentschap AFLD hiervan op de hoogte te stellen. Een dag later verstuurde Pereiro de documenten naar Frankrijk en hij werd uiteindelijk onschuldig verklaard. Het bleek om een misverstand te gaan.
In de Ronde van Frankrijk van 2008 kon Pereiro dan ook aan de start verschijnen. Op 20 juli, tijdens de vijftiende etappe kwam hij echter ongelukkig ten val; met nog 89 kilometer te gaan botste de Spanjaard tijdens de afdaling van de Col d'Agnel tegen een vangrail, vlak voor een haarspeldbocht. Hij schoof door en kwam op een lager gelegen weg terecht, waardoor hij zijn opperarmbeen brak. Ter controle werd hij naar een nabijgelegen ziekenhuis in Cuneo gebracht, waarmee de Tour voor hem voorbij was. Pereiro, die meesterknecht was van Alejandro Valverde, stond op het moment van de val in de top 20 van het algemeen klassement.

### Voetbal
Na zijn carrière als profwielrenner had Pereiro een korte carrière als profvoetballer. Hij tekende een contract bij Coruxo FC, uit Vigo, dat destijds uitkwam in de Segunda División B. Op 19 december 2010 maakte hij zijn debuut; hij speelde 24 minuten. Pereiro was een vleugelaanvaller. Later in het seizoen speelt hij nog een wedstrijd, en weet daarin twee keer te scoren. Hij zou uiteindelijk slechts één seizoen bij de club actief zijn en beëindigde daarna zijn voetbalcarrière.

## Belangrijkste overwinningen

### Veldrijden
| Seizoen   | Wereldbeker | WK       | EK       | SK       | Overige  | Totaal aantal zeges |          |
| Beloften  | Beloften    | Beloften | Beloften | Beloften | Beloften | Beloften            | Beloften |
| --------- | ----------- | -------- | -------- | -------- | -------- | ------------------- | -------- |
| 1996-1997 |             |          |          | Brons    |          | 0                   |          |
| 1997-1998 |             |          |          | Goud     |          | 1                   |          |
| Elite     |             |          |          |          |          |                     |          |
| 1998-1999 |             |          |          | Zilver   |          | 0                   |          |

### Wegwielrennen
1999
3e etappe Ronde van Portugal van de Toekomst
Eindklassement Ronde van Portugal van de Toekomst
2002
5e etappe Catalaanse Week
2003
6e etappe Ronde van Zwitserland
2004
Classique des Alpes
2005
16e etappe Ronde van Frankrijk
Proloog Ronde van Romandië
2006
 Eindklassement Ronde van Frankrijk*
2007
1e etappe Ronde van Catalonië (ploegentijdrit)
2009
2e etappe Ronde van de Middellandse Zee (ploegentijdrit)
* Na schorsing Floyd Landis wegens dopinggebruik.

## Resultaten in voornaamste wedstrijden
| Jaar | Ronde van Italië | Ronde van Frankrijk | Ronde van Spanje |
| ---- | ---------------- | ------------------- | ---------------- |
| 2002 | 11e              |                     | 30e              |
| 2003 |                  |                     | 17e              |
| 2004 |                  | 9e                  |                  |
| 2005 |                  | 8e (1)              | 25e              |
| 2006 |                  | ↑                   | 49e              |
| 2007 |                  | 9e                  | opgave           |
| 2008 |                  | opgave              |                  |
| 2009 |                  | opgave              |                  |
| 2010 |                  |                     |                  |

| Jaar | Milaan-San Remo | Amstel Gold Race | Luik-Bast.‑Luik | Waalse Pijl |  | WK op de weg |  | Wereldranglijsten |
| ---- | --------------- | ---------------- | --------------- | ----------- |  | ------------ |  | ----------------- |
| 2002 |                 |                  |                 |             |  |              |  |                   |
| 2003 | 52e             | 26e              | 12e             | 13e         |  |              |  |                   |
| 2004 | 39e             | 26e              | 43e             | 47e         |  |              |  |                   |
| 2005 | 48e             | 25e              | 20e             | 11e         |  | 50e          |  | 32e (UPT)         |
| 2006 |                 |                  |                 |             |  |              |  | 27e (UPT)         |
| 2007 |                 |                  |                 |             |  |              |  | 74e (UPT)         |
| 2008 |                 | 102e             | 88e             | opgave      |  |              |  |                   |
| 2009 | 55e             | opgave           | 89e             | 133e        |  |              |  |                   |
| 2010 |                 |                  | 80e             | 95e         |  |              |  |                   |

## Ploegen
- 2000 –  Porta Da Ravessa
- 2001 –  Porta Da Ravessa-Zurich
- 2002 –  Phonak
- 2003 –  Phonak
- 2004 –  Phonak
- 2005 –  Phonak
- 2006 –  Caisse d'Epargne-Illes Balears
- 2007 –  Caisse d'Epargne
- 2008 –  Caisse d'Epargne
- 2009 –  Caisse d'Epargne
- 2010 –  Astana